# 中田由美
中田由美，日本女性漫畫家，岡山縣出身。

## 簡介
1999年，於《Young Animal》（白泉社）發表讀切作品而成為正式的漫畫家。
2000年到2002年間，主要是在成人雜誌上連載青年漫畫，2003年開始轉到少年畫報社與實業之日本社的青年雜誌，於連載也增加不少。
主要活躍在美少女系雑誌及青年誌，畫風以萌系居多。與同業的漫畫家大島永遠交情甚篤。

## 單行本
- 沸點1000度（ワニマガジン社）
- レンタルラバー（シュベール出版）
- むずむず（シュベール出版）
- needle（企鵝書房） 一迅社於2008年7月新装版發刊
- おさわがせ弁天寮（實業之日本社）
- 下町マドンナ食堂（全5卷）（少年画報社）
- カフェ・デリシャス!!（實業之日本社）
- 女神さまの言うとおり（全2卷）（實業之日本社）
- 老婆大人是學生會長（奥さまは生徒会長，全1卷，實業之日本社，尚禾文化代理）
- 青春CUP（全7卷）（双葉社，東立出版社代理）
- まこちゃんと遊ぼう!（實業之日本社）
- 蛮娇公主（日语：言いなり☆プリンセス）（全1卷，實業之日本社）
- 褲妹我愛妳（日语：彼女の鍵を開ける方法）（全9卷，秋田書店，台灣東販代理）
- 我老婆是學生會長！（全10卷，一迅社，東立出版社代理）
- 猛獸性少年少女（日语：猛獣性少年少女）（全3卷，秋田書店，東立出版社代理）
- 思春期ちゃんのしつけかた（日语：思春期ちゃんのしつけかた）（連載中，一迅社）

## 外部連結
- なかた的日記（部落格）（页面存档备份，存于）